# 中間黃顙魚
中間黃顙魚，為輻鰭魚綱鯰形目鱨科的其中一種，為熱帶淡水魚類，分布於亞洲中國海南島及越南淡水、半鹹水域流域，體無鱗片，且呈灰色，側邊具有黑斑，魚鰭黑色，體長可達13.5公分，棲息在底層水域，生活習性不明。

## 扩展阅读
維基物種上的相關：中間黃顙魚